# Lamberti-torony
A Lamberti-torony (Torre dei Lamberti) egy 84 méter magas, középkori építmény az olaszországi Veronában, a Piazza delle Erbén áll. A telekommunikációs célú tornyokat nem számítva ez Verona legmagasabb építménye.

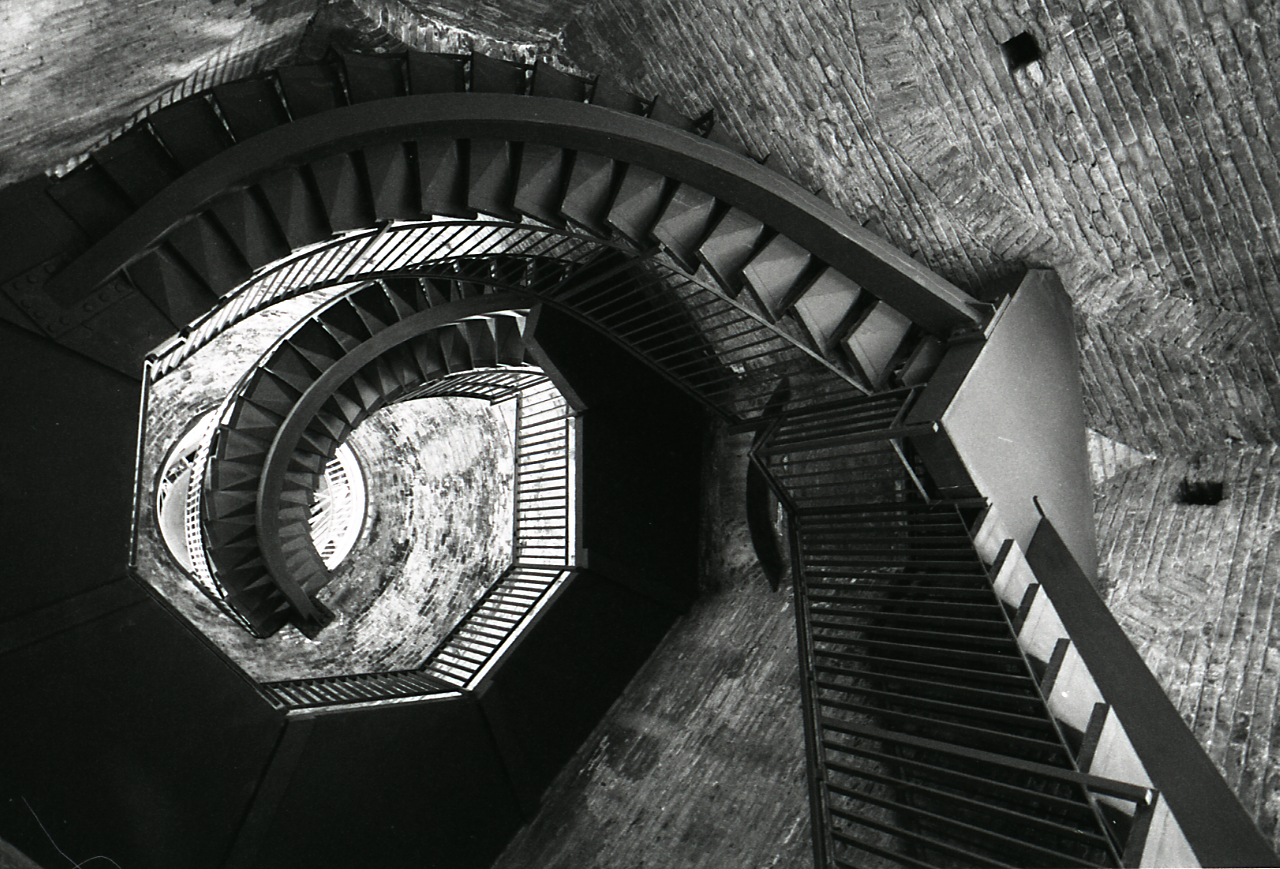
A spirál lépcsõ a toronyban. Fotó Paolo Monti, 1972.

A torony építése 1172-ben kezdődött a Lamberti család számára. A középkorban ezek a magas lakótornyok a tulajdonosok erejét és gazdagságát szimbolizálták. 1403 májusában villám csapott az épületbe, de a felújítás csak 1448-ban kezdődött meg, és 16 évig elhúzódott. Ennek részeként a tornyot megmagasították. Az újonnan hozzáépített részek jól láthatóak az eltérő nyersanyag miatt. A nagy órát 1779-ben adták az épülethez. 
A toronynak két híres harangja van: a Marangona és a Rengo, amelyek az idő jelzésén kívül szabályozták a város életét. A Marangona jelezte a kézművesek (marangon) munkaidejének végét, illetve azt, ha tűz ütött ki valahol. A Rengót verték félre háború idején, valamint vele hívták össze a városi tanácsot. A két harang ma is megszólal temetések alatt. A torony látogatható, lift viszi fel az érdeklődőket, de lépcsősoron is elérhető.

## Fordítás
- Ez a szócikk részben vagy egészben  a   Torre dei Lamberti című angol Wikipédia-szócikk ezen változatának fordításán alapul.  Az eredeti cikk szerkesztőit annak laptörténete sorolja fel. Ez a jelzés csupán a megfogalmazás eredetét és a szerzői jogokat jelzi, nem szolgál a cikkben szereplő információk forrásmegjelöléseként.